# Napachanie
Napachanie (prononciation : [napaˈxaɲe], en allemand : Grundheim) est un village polonais de la gmina de Rokietnica dans le powiat de Poznań de la voïvodie de Grande-Pologne dans le centre-ouest de la Pologne.
Il se situe à environ 4 kilomètres au sud de Rokietnica (siège de la gmina) et à 16 kilomètres au nord-ouest de Poznań (siège du powiat et capitale régionale).

## Histoire
De 1975 à 1998, le village faisait partie du territoire de la voïvodie de Poznań.

Depuis 1999, Napachanie est situé dans la voïvodie de Grande-Pologne.
Le village possédait une population de 460 habitants en 2006.